# Konarzewo (powiat Poznański)
Konarzewo is een dorp in de Poolse woiwodschap Groot-Polen. De plaats maakt deel uit van de gemeente Dopiewo en telt 1400 inwoners.